# Marta Arczewska
Marta Katarzyna Arczewska – polska fizyk, dr hab. nauk ścisłych i przyrodniczych, adiunkt Katedry Biofizyki Wydziału Biologii Środowiskowej Uniwersytetu Przyrodniczego w Lublinie.

## Życiorys
W 2000 roku uzyskała tytuł licencjata w Zakładzie Fizyki Medycznej Uniwersytetu Śląskiego w Katowicach (kierunek: fizyka medyczna). W 2002 uzyskała tytuł magistra na tym samym wydziale uczelni. 25 października 2010 obroniła pracę doktorską Spektroskopowe badania organizacji molekularnej antybiotyku polienowego amfoterycyny B w środowisku jonów K+ i Na+, 18 września 2019 habilitowała się na podstawie pracy. Objęła funkcję adiunkta w Katedrze Biofizyki na Wydziale Biologii Środowiskowej Uniwersytetu Przyrodniczego w Lublinie.